# Акулов, Олег Александрович
Оле́г Алекса́ндрович Аку́лов (род. 6 января 1973) — российский футболист, полузащитник и нападающий, тренер.

## Биография
В 1989—1991 годах член юношеской сборной СССР и СНГ. В 1991 году выступал за «Космос-Кировец». В 1993 году был в составе адлерского «Торпедо». С 1995 по 1996 год выступал за сочинскую «Жемчужину», сыграл за неё 10 матчей в высшей лиге. Забил в 1996 году 15 мячей за «Жемчужину-д» в третьей лиге.
Сезон 1997 года провёл в «Кубани», в 18 встречах забил 1 гол. В 1999 году выступал за «Кузбасс». В 2000 году пополнил ряды смоленского «Кристалла», за который сыграл 8 матчей.
В 2001 году провёл 33 встречи и забил 20 мячей за клуб «Лада-Энергия» в первенстве, и ещё сыграл 1 матч и забил 1 гол в Кубке России. В сезоне 2002 года выступал за «Терек», в 13 играх забил 3 мяча.
С 2003 по 2004 год защищал цвета ульяновской «Волги», провёл за это время 46 матчей и забил 7 голов в первенстве, и ещё сыграл 5 встреч в Кубке.
В 2008 году был исполняющим обязанности главного тренера в клубе «Сочи-04». Позже стал работать начальником отдела физической культуры и спорта в администрации Адлерского района.